# Exposición internacional

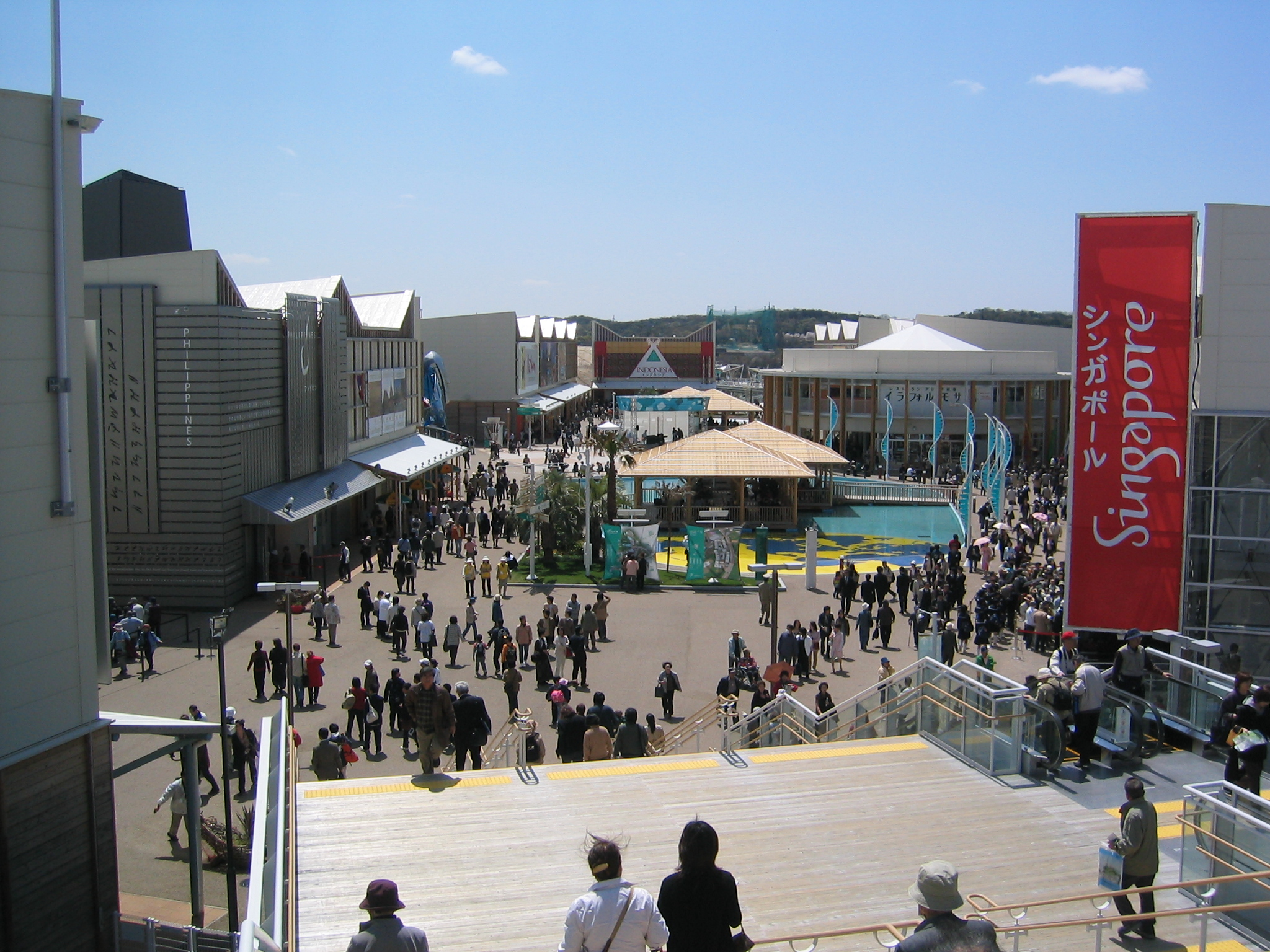
Expo 2005 Aichi (Japón), Comunidad global 6 (Países de Asia Pacífico)

Se conoce formalmente como exposición internacional a los eventos acreditados por la Oficina Internacional de Exposiciones (BIE), de acuerdo con las definiciones, objetivos y reglas que establece la Convención relativa a las Exposiciones Internacionales. 

## Definición y objetivos de las exposiciones internacionales

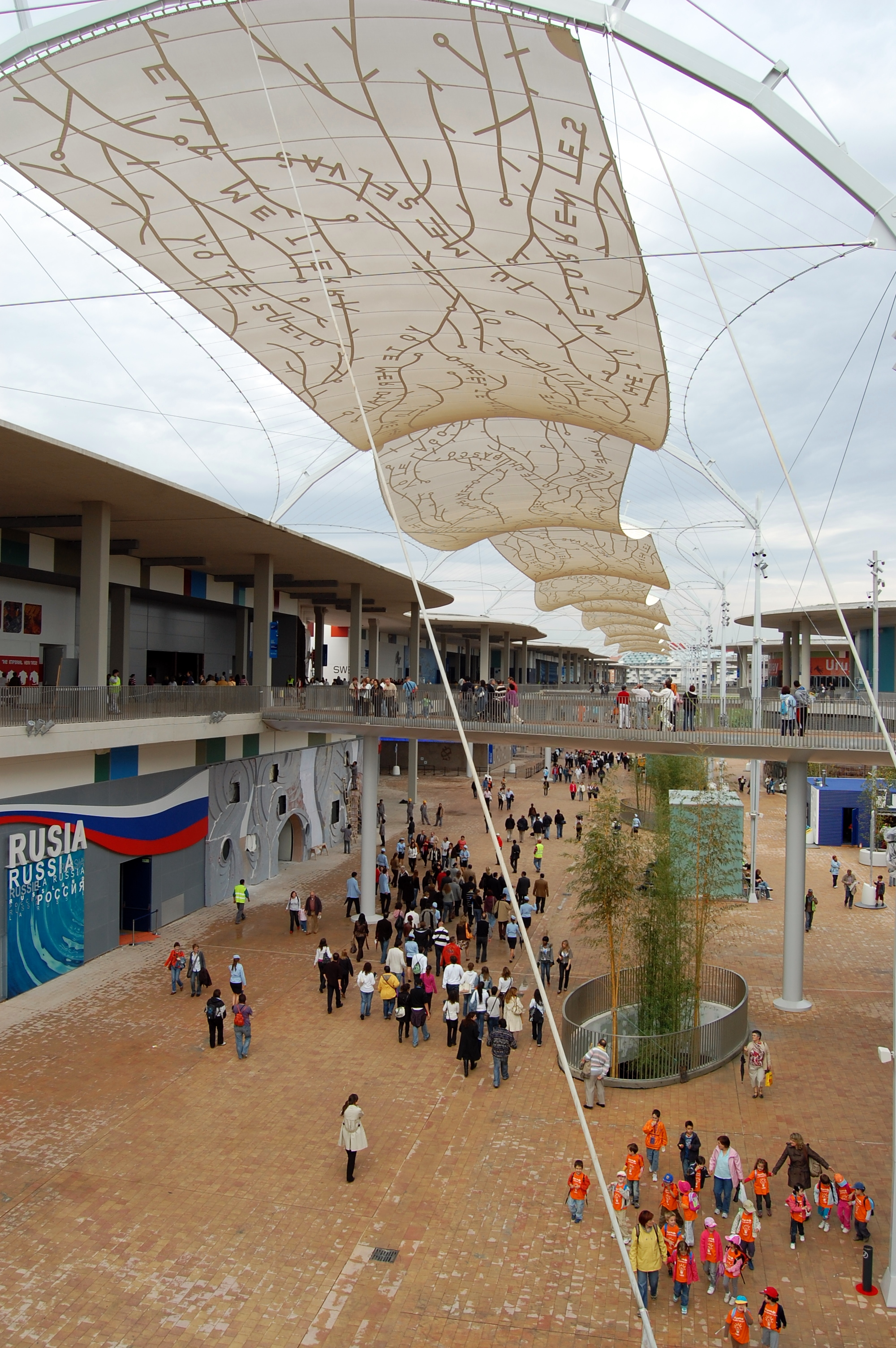
Expo 2008 Zaragoza (España), Zona de participantes internacionales oficiales.

De acuerdo con el artículo 1º de la Convención relativa a las Exposiciones Internacionales:
1. Una exposición es una manifestación que, independientemente de su denominación, tiene como fin principal la enseñanza al público, haciendo el inventario de los medios de que dispone el hombre para satisfacer las necesidades de una civilización y haciendo destacar, en uno o más campos de la actividad humana, los adelantos realizados o las perspectivas futuras.
2. La exposición es internacional cuando participen en ella más de un país.
3. Los participantes de una exposición internacional son, por una parte, los expositores de los países oficialmente representados agrupados en secciones nacionales, por la otra, los Organismos Internacionales o bien los expositores nacionales de países no representados oficialmente y, por último, los autorizados según los reglamentos de la exposición, para llevar a cabo otra actividad, especialmente los concesionarios.[1]

La Convención excluye expresamente de su definición de Exposición Internacional a las exposiciones con una duración menor a tres semanas y mayor a seis meses, de bellas artes, o las que sean fundamentalmente comerciales.

## Origen de las exposiciones internacionales

### Las exposiciones nacionales
A finales del siglo XVIII, el Marqués de Avèze y François de Neufchâteau tuvieron la idea de
organizar en Francia una exposición nacional que más que promover la venta de objetos, enviara
un mensaje a la industria francesa. Desde 1789, la producción británica entraba con fuerza a
Francia, que enfrentaba problemas para exportar debido a las Guerras Napoleónicas y temía depender comercialmente del Imperio Británico. En 1797, se llevó a cabo una primera exposición en París, Francia, que en cuatro días de duración, además de promover la venta de productos, logró atraer a las masas. Por primera vez, una exposición nacional “no solamente dispondría de lotes de productos, sino también mostraría al público francés que su industria estaba intacta y era capaz de competir internacionalmente”. En 1798, Francia montó una segunda exposición, esta vez en una construcción temporal edificada en el Campo de Marte, París, específicamente para el evento.

Vender seguía siendo un objetivo central, pero un nuevo elemento entró en el razonamiento, dirigido principalmente a los fabricantes de Francia. Se les invitaba a esforzarse más, tomar en cuenta su presentación como un asunto importante e introducir en sus técnicas de mercadotecnia un nivel competitivo más agresivo.
 Paul Greenhalgh

Francia organizó diez exposiciones nacionales entre 1797 y 1849, que además de ir aumentando en sus dimensiones y recibir cada vez a un mayor público nacional, sirvieron para extender el mensaje más allá de sus fronteras y generar una percepción específica en el extranjero sobre las características de la nación.
En el Reino Unido hubo muestras similares, que aunque de menor escala, estuvieron orientadas más abiertamente a la educación. La Society of Arts (Sociedad de Artes) realizaba labores de promoción de las artes que mostraran un beneficio para el comercio y la industria. Con este antecedente, en 1760 esta institución llevó a cabo una exposición, a la que Kenneth Luckhurst se refirió como “la primera exhibición pública totalmente organizada de este país”. En esta exposición y las que la sucedieron, el arte debía tener una finalidad útil y con
frecuencia se mostraba bajo el título de “invenciones”.

Por supuesto, en el centro de [la diversidad de la política de exhibición de la
Sociedad de Artes] había una severa insistencia inglesa en hacer que todo se hiciera
por un fin útil, es decir, que el arte mejorara la industria y en consecuencia el
comercio.
 Paul Greenhalgh

A partir de 1837, los Mechanics Institutes (Institutos de Mecánica) siguieron el ejemplo de la Sociedad de Artes y organizaron varias exposiciones de arte e industria en numerosas ciudades del
Reino Unido.

El sentido de todas las exposiciones de los Institutos de Mecánica fue filantrópico,
más que económico, con el objetivo principal de estimular la consciencia de la clase
trabajadora y promover en general una cultura industrial.
 Paul Greenhalgh

Francia y el Reino Unido dieron a las exposiciones nacionales –que más tarde se convertirían en internacionales– su carácter educativo desde dos perspectivas distintas. Francia necesitaba mostrarle técnicas a su industria y darle confianza para fortalecerla a nivel nacional e internacional, a tal grado que llegó a convertir a las exposiciones en una política nacional. El Reino Unido no estaba empeñado en vender, sino en desarrollar tecnología; por lo tanto, sus exposiciones nacionales promovían la experimentación y la creatividad. Para ambos Estados, la promoción del principio de la exhibición “sería un mecanismo para realzar el comercio, para la promoción de las nuevas tecnologías, para la educación de las clases medias ignorantes y para la elaboración de una postura política”.
El enfoque educativo cambió poco durante la primera mitad del siglo XIX. Los grandes cambios ocurrieron principalmente en la duración y extensión: de cuatro días que duró la exposición nacional de 1797, y 220 expositores que se presentaron en la de 1801, se llegó a una duración de seis meses y 4’532 expositores en la exposición de 1849, todas ellas en Francia.

### Transformación de exposiciones nacionales a exposiciones internacionales

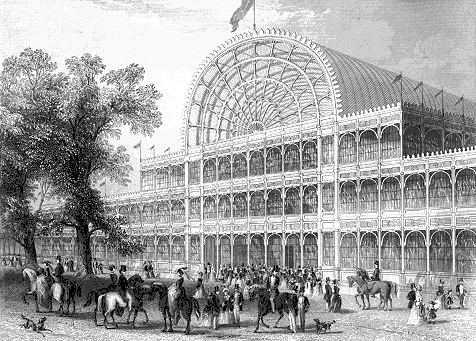
Exposición internacional de Londres 1851.

Paul Greenghalgh afirma que “[l]a idea de hacer que las exposiciones fueran internacionales, evolucionó no en el Reino Unido sino en Francia, algún tiempo antes de 1851”. En 1834, Jacques Boucher de Perthes sugirió que las exposiciones nacionales francesas se volvieran internacionales, con la idea de que los fabricantes nacionales aprendieran de los productores extranjeros. En 1849, el Ministerio de Agricultura y Comercio de Francia puso el tema en la mesa por segunda vez.

[...] sería interesante para el país en general, que se familiarice con el grado de
avance hacia la perfección alcanzado por nuestros vecinos en aquellos productos en los que tan frecuentemente entramos en competencia con mercados extranjeros.
Jacques Boucher de Perthes

Sin embargo, ambas propuestas recibieron una amplia desaprobación en toda Francia por una desconfianza generalizada en los efectos que tendría el libre comercio en la economía nacional. Henry Cole, principal organizador de la Exposición (entonces nacional) de 1851 en Londres, después de escuchar la idea al visitar la exposición de Francia en 1849, la retomó y se la presentó al Príncipe Albert, Presidente de la Real Comisión para la Exposición de 1851.

Le pregunté al Príncipe si había considerado si la exposición debería ser nacional o internacional. Los franceses habían discutido si su propia exhibición sería internacional, y prefirieron que fuera únicamente nacional. El Príncipe reflexionó por un minuto, y entonces dijo, “Debe incluir la producción extranjera”, para citar sus palabras, y añadió enfáticamente, “Internacional, ciertamente”.
Henry Cole

Una de las características fundamentales que permiten definir a la Gran Exposición de los Trabajos de la Industria de Todas las Naciones como la primera Exposición Internacional, es el hecho de que por primera vez se invitara por la vía diplomática a otros Estados a participar. Un total de 25 Estados estuvieron presentes en esta exposición que abrió sus puertas del 1 de mayo al 11 de octubre de 1851, en un área de exhibición de 10.4 ha y con una asistencia de más de seis millones de visitantes.

## Las diferentes categorías de Exposición Internacional reconocidas por el BIE
Se organizan cuatro tipos de Expo bajo los auspicios del BIE:
- Exposiciones Universales, oficialmente Exposiciones internacionales registradas, tienen una duración máxima de seis meses y tratan un tema general; la superficie por la que pueden extenderse es ilimitada.[4]
- Exposiciones Especializadas, oficialmente Exposiciones internacionales reconocidas, tienen una duración máxima de tres meses y tratan un tema específico; la superficie por la que pueden extenderse, según los parámetros establecidos, es de un máximo de 25 hectáreas.[5]
- Exposiciones Hortícolas, oficialmente Exposiciones internacionales hortícolas, tienen una duración máxima de seis meses y tratan los problemas fundamentales de los estilos de vida saludables, las economías verdes, la vida sostenible, la educación y la innovación; no hay límites en la superficie sobre la que pueden extenderse.[6]
- Triennale di Milano, oficialmente The Milan Triennial Exhibition of Decorative Arts and Modern Architecture, es una exposición internacional recurrente celebrada en Milán dedicada a la arquitectura, el diseño y la artesanía.[7]

## Próximas Exposiciones Especializadas
La última Exposición Especializada realizada fue en el año 2017 en Astaná, Kazajistán y se tiene planeada una para 2023 en Buenos Aires, Argentina.